# Svitlana Hryntchouk
Svitlana Hryntchouk (en ukrainien : Світлана Василівна Гринчук), née le 11 novembre 1985 dans l'oblast de Tchernivtsi, est une femme politique ukrainienne. Elle est ministre de la Protection de l'environnement et des Ressources naturelles de septembre 2024 à juillet 2025, puis ministre de l'Énergie (en).

## Biographie

### Formation
Svitlana Hryntchouk est diplômée de l'institut de commerce et d'économie de Tchernivtsi en finance et est titulaire d'un doctorat en économie.

### Carrière politique
En 2016, Svitlana Hryntchouk dirige le département du changement climatique et de la protection de la couche d'ozone et est chargée de la ratification et de la mise en œuvre par l'Ukraine de l'accord de Paris sur le climat. Elle est vice-ministre de la Protection de l'environnement et des Ressources naturelles de 2022 à 2023 puis vice-ministre de l'Énergie de 2023 à 2024,.
Elle est ministre de la Protection de l'environnement et des Ressources naturelles depuis le 5 septembre 2024, en remplacement de Rouslan Strelets, dans le gouvernement Chmyhal. Elle devient en juillet 2025 ministre de l'Énergie (en) au sein du gouvernement Svyrydenko.